# Valente Arellano
Valente Arellano (Torreón, Coahuila; 30 de agosto de 1964-4 de agosto de 1984) fue un torero mexicano.

## Biografía
Su debut fue en la Monumental Plaza de Toros México, Distrito Federal, el 26 de septiembre de 1982, cortando dos orejas a los novillos de la ganaderìa de "Rodrigo Tapia".  Su alternativa la tuvo el 4 de junio de 1984, en la Monumental de Monterrey, de manos de Eloy Cavazos, en presencia de Fermín Espinosa "Armillita Hijo", actuación donde cortó una oreja.
Un accidente de circulación le costaría la vida el 4 de agosto de 1984, mientras conducía su motocicleta, su verdadera pasión, a toda velocidad en una calle de los suburbios de su natal Torreón, en vísperas de una presentación que tendría lugar en un festival taurino en la Ciudad de Lerdo, Durango, México.
Ha quedado instituido en su ciudad natal el trofeo Valente Arellano para el mejor novillero del año.

## Crónica del accidente
Los minutos transcurrían con tranquilidad, cerca de la medianoche del sábado 4 de agosto de 1984, en las calles de Torreón, Coahuila. De pronto, en la oscuridad, apareció un chorro de luz zigzagueante y se escuchó un chirriante derrape de neumáticos, seguido de un impacto seco y de estrépito. Una Ninja 750 Turbo se estrelló con gran velocidad, primero en la banqueta de la calle. Brutal accidente. La hermosa motocicleta, dotada de lo más sofisticado en el ramo, quedó con motor ahogado, y a unos metros, quedó, aún con vida, el cuerpo de su piloto.
Se escuchaban los quejidos del infortunado, quien vestía playera deportiva, tenis y pantalón de mezclilla. Ese joven, se supo de inmediato, era Valente Arellano Salum, matador de toros y todo un orgullo lagunero.  El domingo 5 de agosto, dejó de existir, víctima de un estallamiento de vísceras. Se había ensañado despiadadamente el destino.
Se apagó raudo este prospecto al que se le consideraba una real promesa para convertirse en un diestro que hiciera época. No alcanzó el tiempo para conseguir el pináculo en la profesión y cumplir con el deseo que fue obsesión permanente en su interior: ser figura del toreo, el mejor de todos, lo manifestaba sin ambages.

## Dueño de gran carisma
Desde pequeño mostró ser un mal estudiante, le "hacía asco" a la escuela, no así, a todo aquello con aroma a fiesta brava y a su símbolo, el toro.
Su padre, Valente Arellano Flores, un taurino recalcitrante, torero práctico, invadido de una gran afición, contaba con una biblioteca de gran nivel. Valente hijo devoraba esos escritos de los maestros revisteros de principios del siglo XX.
Su padre, quien por su actividad de enología, entabló amistad con don Fermín Espinosa "Armillita Chico", por ser el maestro vinicultor, dio pábulo a que el chamaco se empapara en el medio taurino.
Cuenta la leyenda que don Fermín y don Valente tuvieron conexión por cuatro novillos, ya cuajados, que adquirió el padre del personaje de esta historia para matarlos en solitario.
Cuando fueron embarcados en el rancho Chichimeco, en Aguascalientes, los dominios de la casa torera de los Armillita, a don Fermín le picó la curiosidad de conocer a ese "valiente". Y mucho le sirvió a Valente hijo ir a la hacienda con cierta constancia, observar tientas, torear vacas y escuchar con atención las indicaciones que a los toreros les impartía el maestro Armillita.
Al mismo tiempo, Valente Arellano tuvo la oportunidad de contactar con Fermín y Miguel Espinosa, con Manolo Arruza, con David y Alejandro Silveti, que ya despuntaban en el medio.
Por tanto, muy niño, un crío como se dice en el medio, debutó Valente en la plaza de Ciudad Lerdo, en la misma comarca lagunera. Lo hizo alternando ya con un novillero cuajado como era Alfonso Hernández El Algabeño y matando un lote fuerte, bien armado del hierro de Santacilia, de los señores Obregón.
Suceso que se produjo el 21 de octubre de 1979. Cortó una oreja, proeza importante, pero todos coincidieron que lo realmente trascendente era el impacto que causó y esa recia personalidad que destelló.
En los calendarios siguientes, 1981 y 1982, realizó una campaña importante en provincia. Incluso, se presentó en la plaza "La Florecita" de Ciudad Satélite. Igualmente unificó el criterio de la prensa y de los aficionados.

## Arma la grande en la México
Los triunfos, que sumaba en provincia, de inmediato alcanzaron fama. Se hablaba con interés. La verdad es que provocó toda una tolvanera. Penetró en el ánimo de la gente y el chaval daba otro cariz a la fiesta. Propició que hubiera competencia en el primer tercio, o sea en los quites. Pero además, era un banderillero brillante, dentro de su capacidad, en su nivel de ese momento de su carrera, se proyectaba con la muleta y se iba tras la espada.
Cinco actuaciones como novillero en la Plaza México. Esa campaña de 1982 fue el elemento más distinguido y escribió folios importantes, junto con Manolo Mejía, torero técnico ciento por ciento, muy a la Manolo Martínez, su amigo y protector, y Ernesto Belmont, quien se convertía en un alternante difícil, pues iba a todas e intentaba todo y bien.
Valente debutó en el gran embudo capitalino, el 26 de septiembre, alternando con Eduardo Flores y Manolo Rodríguez. Le cortó dos orejas al novillo Campeador de Rodrigo Tapia.
Repitió con interés, lo que se reflejó en la asistencia, el 24 de octubre, con Manolo Mejía y Luis Fernando Sánchez. Novillos de Huichapan . Le correspondió un astado con mucha cara y pitones de nombre Fandango.
Las dos siguientes apariciones en la misma campaña fueron de convencimiento. El 7 de noviembre, alternando con Mejía y Belmont, se formó la que no estaba escrita. Los tres cortaron orejas, Valente, el rabo al novillo Pelotero, de Felipe González. Coincidencia: existe otro Pelotero, de San Martín, al que inmortalizó en el mismo escenario José Antonio Ramírez El Capitán .
Valente con desparpajo invitó a sus compañeros a que hicieran quites a ese novillo tlaxcalteca. La gente que suspiraba por algo así, estalló de entusiasmo.
Para cerrar el año, el 28 de noviembre, se repitió el cartel con Mejía y Belmont. Valente los superó, le cortó dos orejas a Mírame y otras dos a Chavelo, del hierro de La Venta del Refugio .

## El año fatídico
Todo lo relevante que fue para Valente el 82, resultó de mal fario, el 83. En la México, actuó por quinta vez, el 13 de marzo, alternando con Rafael Martín y Ernesto Belmont, reses de Los Martínez . Escuchó un aviso en cada uno de sus enemigos.
Para colmo, empezaron los percances y sobre todo las fracturas que tanto daño hacen. El 4 de septiembre en San Luis Potosí, un novillo lo alcanzó, sufriendo rotura de ligamentos de la rodilla. De inmediato, en un avión del rejoneador Jorge Hernández Andrés, se le trasladó a El Paso, Texas. De todos modos hubo un receso y una inactividad inoportuna.
Su juventud, su fortaleza, hombre deportista, sanó rápido. Pero en diciembre vino otro grave percance. En la plaza de Pachuca: fractura del acromio clavicular izquierdo.
A medio año de 1984, el día 4 de junio, tomó la alternativa en Monterrey de manos de Eloy Cavazos y Miguel Espinosa "Armillita" de testigo, toros de San Miguel de Mimiahuapan. Cortó una oreja.
Le faltó tiempo, sólo toreó nueve corridas. Empezaba a tomar nuevamente el ritmo en el nivel de matador de toros.
Nada disfrutaba más, como el torear, que correr ¿o acaso volar? en su moto. En esa Harley Davidson 150, el estrés del toro era constante, se relajaba con la velocidad. Sí, sus pasiones arraigadas, el toro y su fina y hermosa jaca mecánica.
Una de ellas, lo que parece ilógico, fue el arma válgase la expresión que le cortó la existencia.
El astado lo respetó y su epílogo no fue sucumbir en la arena de un ruedo en la profesión que empezaba a caminar, que hubiese sido lo normal. Perdió la vida corriendo, lo mató la velocidad que imprimió a su moto en una calle de la ciudad de Torreón, en una noche de apacible calma.
Al día siguiente, 5 de agosto, se quedó anunciado en la Plaza de Monterrey.